# Deštnice, Louny
Deštnice là một làng thuộc huyện Louny, vùng Ústecký, Cộng hòa Séc.